# Raffaele Farina
Raffaele Farina SDB (ur. 24 września 1933 w Buonalbergo) – włoski duchowny rzymskokatolicki, salezjanin, doktor habilitowany nauk humanistycznych specjalizujący się w dziedzinie historii Kościoła, rektor Papieskiego Uniwersytetu Salezjańskiego w Rzymie 1977−1983 i 1992–1997, sekretarz Papieskiego Komitetu Nauk Historycznych w latach 1981−1989, podsekretarz Papieskiej Rady ds. Kultury w latach 1986−1991, przewodniczący komisji wydawniczej Watykańskiej Księgarni Wydawniczej w latach 1992−2006, prefekt Apostolskiej Biblioteki Watykańskiej w latach 1997–2007, Archiwista i Bibliotekarz Świętego Kościoła Rzymskiego w latach 2007–2012, kardynał diakon w latach 2007–2018, kardynał prezbiter od 2018.

## Życiorys
15 sierpnia 1947 wstąpił do nowicjatu salezjanów w Portici (Neapol). Śluby wieczyste złożył 25 września 1954. Studiował teologię na Papieskiej Akademii Salezjańskiej w Turynie, gdzie w 1958 uzyskał dyplom licencjacki. W latach 1962–1963 wykładał historię Kościoła i patrologię na Salezjańskim Wydziale Teologicznym w Castellammare di Stabia (Neapol). W 1965 uzyskał doktorat z historii Kościoła na Papieskim Uniwersytecie Gregoriańskim w Rzymie, na podstawie pracy o Euzebiuszu z Cezarei. Odbył również trzyletnie studia specjalistyczne w Niemczech za pośrednictwem Fundacji Humboldta, od której otrzymał dwuletnie stypendium na badania naukowe na temat: "Orygenes: Królewskość Chrystusa w Komentarzu do Mateusza" na uniwersytecie w Bonn. W 1965 rozpoczął pracę jako wykładowca historii starożytnej Kościoła oraz metodologii krytycznej na Papieskim Uniwersytecie Salezjańskim w Rzymie, a w 1976 został profesorem zwyczajnym. Był dziekanem Wydziału Teologicznego tego uniwersytetu w latach 1973–1975 oraz jego rektorem w latach 1977–1983 i 1992–1997. Od 1981 był członkiem Papieskiego Komitetu Nauk Historycznych (a w latach 1981–1989 jego sekretarzem). W 1986 został mianowany podsekretarzem Papieskiej Rady ds. Kultury; urząd ten pełnił do 1991. Od 1992 do 2006 był przewodniczącym komisji wydawniczej Watykańskiej Księgarni Wydawniczej.
24 maja 1997 został mianowany prefektem Apostolskiej Biblioteki Watykańskiej, a 15 listopada 2006 biskupem tytularnym Opitergium. 16 grudnia tegoż roku przyjął święcenia biskupie w bazylice watykańskiej z rąk sekretarza stanu kard. Tarcisia Bertone, któremu towarzyszyli kardynałowie James Stafford i Jean-Louis Tauran. 25 czerwca 2007 zastąpił kardynała Taurana na stanowiskach archiwisty i bibliotekarza Świętego Kościoła Rzymskiego, a zarazem podniesiony został do godności arcybiskupa "ad personam".
Na konsystorzu, z nominacji Benedykta XVI, w dniu 24 listopada 2007 został włączony do grona kardynałów. 9 czerwca 2012 przeszedł na emeryturę.
Brał udział w konklawe 2013, które wybrało papieża Franciszka.
Decyzją papieża Franciszka od 24 czerwca 2013 jest przewodniczącym grupy pięciorga doradców, którzy będą nadzorować Instytut Dzieł Religijnych.
24 września 2013 w związku z ukończeniem 80 lat utracił prawo do czynnego udziału w przyszłych konklawe.
19 maja 2018 promowany przez papieża Franciszka do rangi kardynałów prezbiterów. Zachował dotychczasową diakonię na zasadzie pro hac vice.